# 탁발여
남안은왕 탁발여(南安隱王 拓跋余, ? ~ 452년 10월 29일(음력 10월 1일))는 중국 남북조 시대 북위(北魏)의 제4대 혹은 비정통 황제(재위 : 452년)이다. 태무제의 막내 아들이고, 태무제 사후에 즉위했지만 정통 황제로서 인정 받지 못하고 폐위되었다.

## 생애
442년 오왕(吳王)으로 책봉되었고, 451년에 남안왕으로 다시 책봉되었다. 452년 2월, 탁발도가 환관 종애(宗愛)에게 살해되자, 상서좌복야(尙書左僕射) 난연(蘭延)과 시중(侍中) 화필(和疋)과 설제(薛提)는 이 사건을 덮어버리고, 장례를 끝냈다. 태무제의 아들 중에서 나이가 많았던 동평왕(東平王) 탁발한(拓跋翰)을 옹립하려 했지만 종애는 탁발한을 미워하고 있었기 때문에, 혁련황후(赫連皇后)의 영을 꾸미고서는 난연과 그 신하들이 궁궐에 입궐을 하자, 매복하여 포박한 뒤 살해하였다. 탁발한도 영항에서 살해되었다.
종애는 남은왕 탁발여를 옹립하였다. 종애는 대사마, 대장군, 태사가 되었고 북위의 조정을 장악하여 권력을 휘둘었다. 탁발여는 신하들의 충성을 얻기 위해 상을 남발하고, 재물을 하사하여, 국고가 고갈되었다. 또 먹는것과 노래와 사냥을 좋아해서 정치에 관심이 없었다. 종애의 전횡이 심해지자 그의 권력을 뺏으려 하자, 종애를 화나게 하였다. 동년 10월에 동묘에서 밤중에 제사를 지낼때에 종애에게 살해되었다. 종애도 문성제 탁발준이 즉위 한뒤에 숙위에서 포박되어 살해되었다.
문성제는 삼촌인 탁발여를 왕의 예로 장례를 치러주고, 그의 시신을 매장하였다.

## 기년
| 남안왕      | 원년            |
| ----------- | --------------- |
| 서력 (西曆) | 452년           |
| 간지 (干支) | 임진(壬辰)      |
| 연호 (年號) | 승평(承平) 원년 |